# Donja Trepča, Nikšić
Donja Trepča este un sat din comuna Nikšić, Muntenegru. Conform datelor de la recensământul din 2003, localitatea are 61 de locuitori (la recensământul din 1991 erau 64 de locuitori).

## Demografie
În satul Donja Trepča locuiesc 51 de persoane adulte, iar vârsta medie a populației este de 47,1 de ani (39,5 la bărbați și 54,9 la femei). În localitate sunt 20 de gospodării, iar numărul mediu de membri în gospodărie este de 3,05.
Populația localității este foarte eterogenă.
|  |

| Demografie | Demografie | Demografie |
| An         | Locuitori  | Locuitori  |
| ---------- | ---------- | ---------- |
|            |            |            |
|            |            |            |
|            |            |            |
|            |            |            |
| 1948       | 226        |            |
| 1953       | 299        |            |
| 1961       | 229        |            |
| 1971       | 180        |            |
| 1981       | 100        |            |
| 1991       | 64         | 64         |
| 2003       | 61         | 61         |

| \| Componența etnică conform recensământului din 2003[2] \| Componența etnică conform recensământului din 2003[2] \| Componența etnică conform recensământului din 2003[2] \| Componența etnică conform recensământului din 2003[2] \| Componența etnică conform recensământului din 2003[2] \| \| ----------------------------------------------------- \| ----------------------------------------------------- \| ----------------------------------------------------- \| ----------------------------------------------------- \| ----------------------------------------------------- \| \| \| \| \| \| \| \| Muntenegreni \| Muntenegreni \| \| 33 \| 54,09% \| \| Sârbi \| Sârbi \| \| 23 \| 37,7% \| \| Iugoslavi \| Iugoslavi \| \| 1 \| 1,63% \| \| necunoscută \| necunoscută \| \| 0 \| 0% \| |              |  |    |        |
| Componența etnică conform recensământului din 2003 |              |  |    |        |
| |              |  |    |        |
| Muntenegreni | Muntenegreni |  | 33 | 54,09% |
| Sârbi | Sârbi        |  | 23 | 37,7%  |
| Iugoslavi | Iugoslavi    |  | 1  | 1,63%  |
| necunoscută | necunoscută  |  | 0  | 0%     |